# 古川伴睦
古川 伴睦（ふるかわ ともむつ、1954年8月5日 - ）は、日本の男性俳優、声優。愛媛県松山市出身。プロダクション・タンク所属。

## 人物
青山杉作記念俳優養成所出身。以前は劇団仲間に所属していた。
特技はバスケットボール、カラオケ。方言は松山弁。

## 出演作品（俳優）

### テレビドラマ
- 天気予報の恋人（2000年、CX）
- もう一度キス（2000年、NHK）
- レッド（2000年、東海テレビ）
- 憧れの人（2001年、KTV）
- 偽りの花園（2006年、CX）
- 日曜劇場 / 官僚たちの夏 最終回（2009年、TBS） - 社長
- 坂の上の雲（2009年、NHK） - 国分青崖
- ラストメール2〜いちじく白書〜 第3話（2009年、BS朝日）
- GOLD 第7話「号泣! 最愛のわが子を失う母親 衝撃の三男の秘密」（2010年、CX） - 代議士
- 高校生レストラン 第3話（2011年、NTV）
- 絶対零度〜特殊犯罪潜入捜査〜（2011年、CX） - 横井重彦
- ヨメとダンナの493日〜おもろい夫婦の「がんフーフー日記」〜（2012年3月4日、NHK-BS）
- リーガル・ハイ（2012年、CX）
- トッカン -特別国税徴収官-（2012年、NTV）
- 37歳で医者になった僕〜研修医純情物語〜 case 6「僕が医者になった本当の理由」（2012年、CX） - 宮田鉄次
- 火曜ドラマ / 女はそれを許さない 第1話「最強弁護士タッグが悩む女性たちを救う!」（2014年、TBS）
- 月曜ゴールデン / ヤメ刑探偵 加賀美塔子・3（2015年9月7日、TBS）
- 民王スペシャル〜新たなる陰謀〜（2016年4月15日、EX）
- リバース（2017年、TBS）
- 西郷どん（2018年、NHK） - 宇和島ことば指導

### テレビ番組
- ひとりでできるもん!

### 映画
- プレイボール
- おとなしい日本人（2002年、今村昌平監督 9.11短編フィルム） - 村人
- 13階段（2003年）
- 極道大戦争（2015年）
- 真田十勇士（2016年） - 声の出演
- 天使に“アイム・ファイン”（2016年） - 声の出演

### 舞台
- 劇団仲間公演「森は生きている」 - 演出
- ヘッダ・ガブラー
- モモと時間どろぼう
- 石の花
- 野辺山恋し
- トスキナア
- あるカシの木の物語
- だいじょうぶ
- 幽霊
- ふりむくなペドロ
- おにの捨六
- 空飛ぶ家族
- 夢深くして尽きず
- かぐや姫
- プゴテガリ
- さよならバッキンガム
- 十二月
- 魔子とルイズ
- 人形の家
- ちいさなケシの花

### VP
- 金融機関防犯対策
- 関東電気保安協会
- 高齢者事業普及

## 出演作品（声優）

### テレビアニメ
- 今日からマ王!（2004年、大臣）
- モンキーパンチ漫画活動大写真（2004年）
- ガンパレード・オーケストラ（2005年、師団長）
- くまみこ（2016年、老爺、村人）
- サクラクエスト（2017年、四ノ宮雁十郎[3]）
- バジリスク 〜桜花忍法帖〜（2018年、老臣）
- ヒナまつり（2018年、シゲさん）
- 名探偵コナン（2023年、古葉庄吉）
- この素晴らしい世界に祝福を!3（2024年、ハーゲン）
- 夏目友人帳 漆（2024年、翁面の妖怪）

### 吹き替え

#### 映画
- コーチ・カーター
- ザ・ガーディアン
- サバンナ
- ザ・ムーン（ジーン・サーナン）
- 時間新発見の旅
- スターゲイト
- 沈黙の追撃
- ドラキュリアII 鮮血の狩人（シケイロス枢機卿〈ロイ・シャイダー〉）
- ハイ・フライング・バード -目指せバスケの頂点-（スペンサー〈ビル・デューク〉）
- ヒットマンズ・ワイフズ・ボディガード（マイケル・ブライス・シニア〈モーガン・フリーマン〉）
- ヒトラー 〜最期の12日間〜（エルンスト＝ロベルト・グラヴィッツ〈クリスチャン・ヘーニング〉）
- 氷海の伝説（トゥンガユアック〈エイブラハム・ウラユルルク〉）
- フランケンシュタイン
- 星の王子 ニューヨークへ行く2（モーガン・フリーマン[4]）
- ボン・ヴォヤージュ
- みなさん、さようなら
- メン・イン・ブラック
- メダリオン
- 燃えてふたたび
- レジェンド・オブ・サムライ

#### 海外ドラマ
- 堕ちた弁護士 -ニック・フォーリン-
- グッド・ワイフ3
- クリミナル・マインド FBI行動分析課
- クリミナル・マインド10 FBI行動分析課
- グレイズ・アナトミー5
- 刑事フォイル
- ザ・プラクティス ボストン弁護士ファイル
- ザ・ホワイトハウス
- ザ・ブリンク/史上最低の作戦（アヴィ）
- スキャンダル 託された秘密
- SCORPION/スコーピオン
- ステート・ウィズイン 〜テロリストの幻影〜
- 大草原の小さな家
- 天龍八部
- フォーリング スカイズ
- 4400 未知からの生還者
- プリズン・ブレイク
- HOMELAND
- ボストン・リーガル
- マスター・オブ・ゼロ（ピーター）
- マダム・セクレタリー
- 名探偵モンク5
- ミディアム3 霊能者アリソン・デュボア
- レコニング〜深淵をのぞく者〜
- LOST

#### アニメ
- メロディ・タイム

### ラジオドラマ
- NHK-FM 青春アドベンチャー
  - 「昭和八十年のラジオ少年」（2005年）
  - 「太陽の簒奪者」（2006年）
  - 「昨日の海は」（2016年） - 科学者、父、所長

### ボイスオーバー
- クラシック・ロイヤルシート（NHK-BS2）
  - 「クラシックドキュメンタリー 指揮者ムラヴィンスキーの肖像」（2003年）
- 新プラネット（サイエンスチャンネル）
- 地球ドラマチック（NHK教育）
  - 「タイムスリップ! 恐竜時代 ザ･メーキング」（1999年）
  - 「バッタ大襲来」（2004年）
  - 「エルニーニョ・地球規模の天候異変」（2005年）
  - 「ツタンカーメンの謎の宝石 〜宇宙からのメッセージ〜」（2006年）
  - 「イルカ ふしぎの動物」（2007年）
  - 「古代ローマ コロッセオの秘密」（2015年）
  - 「クリスマスがやめられない」（2016年）
  - 「バミューダ・トライアングル〜科学で迫る魔の海域〜」（2016年）
- BS世界のドキュメンタリー（NHK-BS1）
- TOYO'S CAMERA

### ナレーション
- ドキュメントy 漂流の先〜商業捕鯨再開4年目〜